# Le Monstre
Le Monstre er en fransk stumfilm fra 1903 af Georges Méliès.